# 日専連ファイナンス
株式会社日専連ファイナンス（にっせんれんファイナンス、NISSENREN FINANCE Co.,LTD）は、熊本県熊本市に本社を置く、協同組合連合会日本専門店会連盟系の信販会社である。

## 概要
熊本県内在住者を中心に「日専連カード（DC VISA・DC マスター・JCB）」の発行を行っている。
また、県内の大型専門店や企業等を中心に、日専連カードの機能を搭載した提携カードも取り扱っている。

## 沿革
- 1960年（昭和35年）9月8日 - 設立。

## 事業所
- 本社 - 熊本県熊本市中央区安政町6-5
- 天草支店 - 熊本県天草市中央新町3-12

## 関連会社等
- 協同組合日専連熊本
- 協同組合日専連天草
- 株式会社日専連ツアーズ など